# Hasidimii Modzitz
Hasidimii Modzitz
Grupare din cadrul hasidismului al cărei centru a fost în trecut Modzitz,- Modrzyce - un cartier la periferia orașului polonez Irena-Dęblin, de pe Vistula, în regiunea Lublin și care e renumită  pentru predilecția ei pentru muzică. Rabinii sau "admorimii" aflați în fruntea ei, aparținând familiei Taub, s-au afirmat, în afară de contribuțiile lor în învățătura iudaică, și prin talentul de a compune nigunim,
melodii tradiționale folosite în cult dar și în evenimentele din viața cotidiană a evreilor din răsăritul Europei.

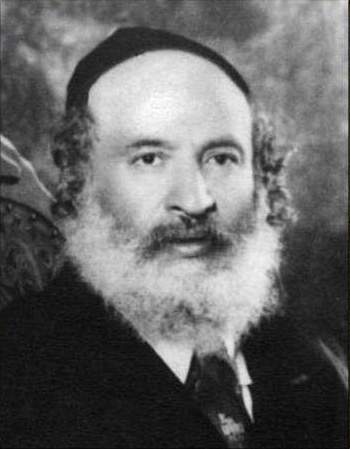
Al doilea Rabin compozitor din Modzitz, Shaul Yedidya Taub 1886 - 1947

## „Dinastia” Taub. Întemeietorii
Fondatorul  grupării hasidice  Modzitz a fost de fapt rabinul Yehezkel Taub (d. 1856) din Kuzmir, discipol al renumitului Văzător (Hozé) din Lublin și fiu al lui Tzvi Hirsh Nistar sau Nistor, care se număra printre "cei 60 " de discipoli ai lui Israel Baal Shem Tov, întemeietorul hasidismului.
Fiul rabinului  din Kuzmir a fost așa numitul Zvoliner rebbe -adică rabinul din Zvolin, Shmuel Eliahu Taub (d. 1888) , care s-a afirmat deja prin talentul sau muzical, fiind supranumit    מנגן מפליא פלאות
Menaggen Maflï Plaot - Muzicianul miraculos. Se spune că melodiile pe care le-a compus produceau așa un efect spiritual asupra credincioșilor încât începeau "să vadă sunetele"  ראו את הקולות , cum tradiția povestește că s-a întâmplat în momentele primirii Legii (Tora) de către Moise pe  Muntele Sinai.

## Rabinii din Modzitz
Unul din cei trei fii ai lui Shmuel Eliahu Taub, rabinul Israel Meir Taub (1849 - 1920) este de fapt primul "Modzitzer rebbe" sau "rabin din Modzitz" propriu zis, fiindcă el este acela care în 1891 și-a întemeiat „curtea” rabinică la Modzitz. De la el încoace adepții săi și urmașii lor se numesc de mai bine de un veac „hasidim Modzitz”, indiferent pe ce meleaguri i-a risipit soarta.
La începutul primului război mondial în 1914 a fost nevoit să se mute la Varșovia. El a fost cunoscut și sub numele „Divrei Israel”, după principala carte religioasă pe care a scris-o. A compus circa doua sute de niggunim, între care se remarca de pildă cântecul celor fără adăpost „Der Heimloser Niggun”
inspirat de efectele războiului și intonat pe textul ebraic al unuia din psalmii lui David. de asemenea "Ezkra" , o rugăciune dedicată Ierusalimului si care se cântă de Ziua ispășirii Iom Kipur. Rabinul Israel Meir Taub a compus acest cântec în 1913, în ceasurile în care a trebuit să i se  amputeze un picior în clinica profesorului Israel din Berlin, la insistențele sale - fără anestezie. 
Rabinul Israel  Meir Taub obișnuia să compare existența omului cu scara muzicală , căci după ce urcă revine iar la rădăcini, la aceeași notă inițială.
Următorul „rabin din Modzitz”  Shaul Yedidya Elazar Taub {20 octombrie 1886 Oszerow,Radom - 29 noiembrie 1947 New York )  a fost și el un compozitor, de nu mai puțin de o mie de nigunim. Unele din ele le-a denumit „opere" - die ershte opera , die tzveiter opera etc.(„prima operă” , „a doua operă” etc. ) Unele din nigunim au formă de dans evreiesc freileh, de vals, de marș etc  
Secretarul său în anii 1940 , renumitul cantor Bentzion Shenker , ca și cantorul Yehoshua Weisser le-au notat și păstrat. Dupa izbucnirea celui de-al doilea război mondial adepții săi l-au salvat și au organizat fuga lui din Polonia ocupată de naziști în Lituania, apoi prin Rusia, la Shanghai în China , Japonia și în sfârșit în  SUA.   
O mare parte din hasidimi în schimb au avut soarta majorității evreilor din Polonia și Ucraina și au pierit în Holocaust.
Unul din aceștia, vestitul cantor Azriel David Fastag din Varșovia, care a fost deportat și ucis la Treblinka. a reușit, după legendă, să însuflețească la un moment dat pe cei aflați cu el în vagonul de vite ferecat ce-i ducea în lagăr, intonând un cântec pe care l-a compus pe textul crezului iudaic al lui Maimonide,  "Ani maamin" . Apoi a cerut unor tineri să încerce să fugă pentru a transmite cântecul  rabinului  Shaul Taub și generațiilor viitoare.
Unul din tinerii din vagon ar fi reușit să aducă la îndeplinire cererea Lui Rabi Azriel Fastag și să salveze nigunul. Astăzi acest cântec este binecunoscut și se află în repertoriul celor mai faimoși cantori evrei ca Bentzion Shenker , Iosef Malovani și alții.  
Rabinul Shaul Taub și-a trăit ultimii ani la New York, unde a murit exact în ziua votării rezoluției Adunării Generale a ONU asupra împărțirii Palestinei și permiterii înființării acolo a unui stat evreiesc independent . El însuși a privit cu simpatie reașezarea evreilor în Palestina și conform dorinței sale, dupa moarte, a fost înmormântat pe Muntele Măslinilor la Ierusalim. A fost ultimul evreu care a putut fi înmormântat în acel cimitir înainte de ocupația iordaniană în 1948. Piatra funerară a putut fi pusă numai după ocuparea Ierusalimului de est de către armata israeliană în iunie 1967.

## În Israel
Fiul lui Shaul Taub, rabinul Shmuel Eliahu Taub„Imrei Esh” din Modzitz ( 9 februarie 1985, Lublin - 6 mai 1984 Tel Aviv) , aflat în Țara Sfântă din anii 1930 și ajuns în 1947  în fruntea comunității hasidice și-a stabilit curtea în strada Dizengoff din Tel Aviv. El a fost autorul a circa 400 nigunim. Urmasul sau, Israel Dan Taub, supranumit Nahlat Dan (1928 Varșovia - 2006 )  a transferat în 1995 centrul hasidimilor Modzitz în orașul populat în majoritate de evrei ultraortodocși, Bnei Brak. În prezent hasidimii Modzitz sunt conduși de fiul său Haim Taub, de asemenea , talentat la muzică ca și inaintașii săi.
Mici comunități hasidice Modzitz se găsesc și în afara orasului Bnei Brak, la Tel Aviv, Ierusalim, Așdod, Kiriat Sefer,  în Israel, precum și la New York, în zona Flatbush din Brooklyn si la Los Angeles.

## Patrimoniul muzical
Sub ingrijirea cantorului Bentzion Shenker s-au editat mai multe albume cu nigunim ale hasidimilor Modzitz. 
De asemenea a luat ființă în ultimii ani un institut al hasidismului Modzitz sub conducerea rabinului David Zeira care se ocupă cu documentarea și conservarea moștenirii a acestei mișcări. 
Muzica hasidimilor Modzitz a devenit de mult un "logo". Ea a intrat în patrimoniul tuturor curentelor hasidice și al poporului evreu în toate straturile sale religioase și laice.
A  găsit ecou mai ales în genul klezmer tradițional și în muzica liturgică numită hazanut, dar și în genuri muzicale contemporane care îmbină de exemplu klezmerul cu jazzul,   cu   worldmusic sau cu genul israelian "zemer ivri" (cântec ebraic).
În anul 2008 bardul israelian Ehud Banay a înregistrat de pildă cântecul tradițional El Adon închinat creatorului soarelui, lunii și al lumii celeste, pe melodia - nigun a hasidimilor Modzitz.